# Motzorongo
La congregación de Motzorongo pertenece al municipio de Tezonapa, Veracruz y se localiza a 100 kilómetros aproximadamente de la ciudad de Córdoba.

## Toponimia
Motzorongo es un vocablo alterado de la lengua náhuatl motzolonco, y que se traduce como "Lugar donde se junta (la cañada)". 

## Ubicación
Se puede llegar por la carretera federal a Veracruz, desviación a la altura de Yanga, y posteriormente hay una señal vial que dice Omealca 

## Historia
El lugar perteneció al cantón de Zongolica y centro del interés del oficial mayor de fomento del presidente de la nación, Gral. Porfirio Díaz, Carlos Pacheco, quien decide erigir su hacienda en Motzorongo. Sus fronteras estaban hasta donde en la actualidad se conoce como congregación Las Josefinas, abarcando Barranca Seca, El Paraíso y Presidio.
Para dotar de maquinaria el terreno escogido de un trapiche, introduce el servicio de la locomotora de vapor, a través de un ramal ferroviario al que identificó como Ferrocarril Agrícola.
La línea arrancó de Córdoba y se construyeron sólo 46 kilómetros y 190 metros. No mucho, por cierto, pero lo suficiente para llegar exactamente a Motzorongo.
Pacheco había firmado la introducción al Proyecto de la Colonia Agrícola e Industrial en septiembre de 1889, y allí habla del camino que irá de Córdoba a Tuxtepec. El tramo construido se conoce en adelante como Ferrocarril Agrícola y debió prestar grandes servicio a los beneficiarios de la testamentaría.

### Flora
A pesar de ubicarse en la región de la Grandes Montañas, Motzorongo se encuentra a una altura mínima con relación al nivel del mar, por lo cual su clima es cálido-húmedo todo el año. Característica que propicia que en este rincón veracruzano se observe todo tipo de vegetación.
La vegetación es del tipo perennifolio en los cerros que lo circundan, de ahí el verdor de sus alrededores.
Entre las especies forestales podemos mencionar el cedro y el xochicuahuitl como los principales dentro de un sinnúmero de especies.
Entre los árboles frutales podemos mencionar al mango, el chicozapote, el naranjo, el pomelo, la mandarina, la malta, la guanábana, el mamey, el zapote negro entre otros.
Existen otros vegetales comestibles como el tepejilote, la hierba mora, los quelites, las flores de izote, las verdolagas, los citlalles (tomates silvestres), los hongos comestibles, etc.

### Fauna
Debido a las características de su ubicación, lo cual permite una variedad de vegetación que propicia la existencia de diversos animales silvestres, existen fuentes que aseveran que durante el porfiriato altos funcionarios de la época encontraron en Motzorongo un sitio para practicar la cacería.
Tal afirmación no es tan descabellada si tomamos en cuenta que el fundador del poblado fue Don Carlos Pacheco, quien fuera Secretario de Fomento y que además aquí hubo abundancia de animales tales como el jabalí, el tigrillo, temazates, tezcuintles, tejones, armadillos, mapaches, ardillas, cuaqueches, osos hormigueros o brazos fuertes, hasta se habla de la existencia de jaguares en los cerros circundantes. muchos de ellos aún sobreviven en fincas alejadas y que no son tan frecuentadas por la mano del hombre.
En cuanto a reptiles se refiere, Motzorongo es pródigo en ellos, tales como: iguanas, lagartijas, teteretes, víboras ponzoñosas y otras inofensivas como la "palanca", el coralillo, mano metate, la ratonera, la mazacoa, etc.
En el río podemos ver aún algunos peces plateados de cola naranja que en otro lugar son conocidos como charales y que acá conocemos como pepescas, otros llamados colas de gallo, peces de cuerpo cilíndrico con una especie de pluma de gallo en la cola que puede ser amarilla o anaranjada; además hay peces cíclidos, comúnmente conocidos acá como chilehuas, huachinangos, peces abisales como la anguila o el juile; se habla de que en otros tiempos hubo langostinos en abundancia, pero la depredación de las partidas militares, en gran medida, acabaron con ellos. Hoy de crustáceos sólo podemos ver camaroncitos de menos de dos centímetros y cangrejos de apenas tres centímetros y si bien nos va podremos ver algunos un poco más grandes. No faltan los sapos, las ranas y las tortugas anfibias.